# Umbanda
Umbanda (w języku bantu: sztuka leczenia, magia) – kult afroamerykański, rozpowszechniony w Ameryce Łacińskiej, zwłaszcza w Brazylii, łączący elementy wierzeń afrykańskich, europejskiego okultyzmu i spirytyzmu. Wyznawcy umbandy wierzą w siły dobra i są przekonani, że duchy zmarłych uczestniczą w ich spotkaniach dokonując uzdrowień i przepowiadając przyszłość.